# 宝物 (古内東子の曲)
「宝物」（たからもの）は、古内東子の9枚目のシングル。1997年2月21日にソニー・レコードからリリースされた。

## 収録曲
作詞・作曲：古内東子 編曲：小松秀行
1. 宝物
  - TBS系「COUNT DOWN TV」エンディングテーマ
  - 東映映画「義務と演技」主題歌
2. ケンカ
3. 宝物 （ORIGINAL KARAOKE）